# Amphirhachis rubriventris
Amphirhachis rubriventris är en stekelart som beskrevs av Dali Chandra och Gupta 1977. Amphirhachis rubriventris ingår i släktet Amphirhachis och familjen brokparasitsteklar. Inga underarter finns listade i Catalogue of Life.